# 少年探偵団 (BD7)
『少年探偵団』（しょうねんたんていだん）は、1975年10月4日から1976年3月27日まで、日本テレビ系で毎週土曜日18：00-18:30に放送した特撮番組。全26話。
このページの題名にある「BD7」（ビーディーセブン）とは「Boy Detectives Seven」（＝7人の少年探偵団）の略で、作中では探偵団の愛称として使われた。

## 概要
原作は江戸川乱歩の『少年探偵団』。舞台は放送当時の現代。
怪人二十面相の犯行を、明智小五郎や少年探偵団（BD7）が阻止しようとする物語。
本作品の怪人二十面相は、BD7抹殺を狙うなど完全な悪役となっていた。『超人画報』では、少年探偵団のメンバーを固定化していることや怪人二十面相の風貌など、1968年のアニメ版『わんぱく探偵団』からの影響を指摘している。
オープニング、アイキャッチ、二十面相が変装を解くなどのシーンで、当時最新のビデオ表現技術であったスキャニメイトが使われている。
第10話までは前後編（前編でクリフハンガーになる）。第11話からは一話完結となった。
多くの脚本では、その回の主役団員がゲストに淡い恋心を抱くというサイドストーリーが盛り込まれている。
団員個人（ガッツ、トンボ、マジョ）が主役を張る話が1回ずつあった。
劇中で少年探偵団が用いる自転車（BDサイクル。前籠に「BD7」のエンブレムを付けたミニサイクル）やローラースルーが人気を博した。第12話までは団長の小林だけがフラッシャー自転車だったが、第13話以降はマジョを除く、全団員がミニサイクルからフラッシャー自転車になり、同時に団長はロードバイクになった。また、後期オープニング映像で団員はローラースルーに乗っている。
後述の通り、映像ソフトの販売は既に行われているほか衛星波の再放送も歌謡ポップスチャンネルの『インターローカルアワー』枠内で放送されたことがある。動画配信サイトの再配信ではBF STREAMから全26話を有料で配信している。

## キャスト

### レギュラー・準レギュラー
小林 芳雄：黒沢浩
BD7団長。聡明な少年で、明智ほどではないが推理を発揮し、二十面相の変装を度々暴いている。両親を亡くしており、明智小五郎の養子。圭子という妹がいる。ほかの団員や中村警部などからは「小林さん」、明智には（養父であることから）名前で「芳雄」と呼ばれている。明智ならあり得ない筈の「小林君」と呼ばれたことで、二十面相が化けた明智であることに気づいたこともあった。
篠崎 はじめ（ガッツ）：坂本高章
BD7副団長格。団長の小林が入院中で不在の回（第21･25話）は彼が全団の指揮を執る。アメリカンフットボールで鍛えた体が自慢で、タックルとショルダーアタック「ガッツ・アタック」の名人。第19話では、連携技「BDサイクル・スクラム」を指揮し、あと一歩まで二十面相を追い詰めた。身長はヘルメットがなくても団員中で一番高い（小林団長の次）。ヘルメットを脱いでいてもアメフトジャージとプロテクターはめったに脱がない。体育系かとおもいきや、推理などでも活躍し科学技術にも関心がある。劇中の3年前に父親を交通事故で亡くしている。第19話で宇宙パイロットを志望する。紹介フレーズは「体当たりの名人、ガッツ」。
桂 正一（ゴムカン）：すのうち滋之
BD7団員。スリングショット射撃の名手。狙った的は外さない。「ゴムカン」はパチンコの古名。実家は魚屋。白鳥台第四小学校6年1組に在学。　紹介フレーズは「パチンコの名人、ゴムカン」。BD7団員は、万能鍵やBDバッジ、身分証を兼ねたBD手帳などの共通の“7つ道具”（主題歌「行くぞ！BD7」にも出て来る）を持っているのだが、この一つであるスリングショットを一番活用している。
羽柴 荘二（オウム）：内海敏彦
BD7団員。どんな人や動物の声でも即座に出せる声帯模写の名人。技を使う時は鼻を摘む仕草を見せる。白鳥台第四小学校に在学。紹介フレーズは「ものまねの名人、オウム」。
山田 三吉（トンボ）：辻辰行
BD7団員。軽業師で侵入の名人。身が軽く、綱渡りも朝飯前。両親と死別しており、明智探偵事務所兼BD7本部で暮らしている。牛乳配達の早朝アルバイトをしている。白鳥台第四小学校5年3組に在学。紹介フレーズは「忍び込みの名人、トンボ」。
白石 四郎（キカイ）：岩渕英二
BD7団員。メカニシャン。メカに強く、無線機ぐらいなら即座に組み立ててしまう頭脳の持ち主。ラジコンの操作にも長け、上着に分解したラジコン飛行機を縫い付けている。ロボター7の設計者。施設・杉の子学園出身。明智探偵事務所兼BD7本部で暮らしている。白鳥台第四小学校に在学。紹介フレーズは「ラジコンの名人、キカイ」。
秋吉 めぐみ（マジョ）：山添三千代
BD7団員で紅一点。名マジシャン。戦う時には、空中から突然ステッキを出して相手を殴ったこともある。桑名市出身。5歳の時に父を海難事故で、その翌年に母・久美を亡くし、その後上京、叔母トシの元で暮らしている。白鳥台第四小学校に在学。紹介フレーズは「手品の名人、マジョ」。
※末尾の紹介フレーズは、小林団長が他の人に団員を紹介する時に言うほか、次回の予告のナレーションはその回の中心となる団員が担当するが、その時最初に自己紹介で言う。
明智小五郎：浜田柾彦
BD7の後見人で名探偵。文武両道の好紳士で、変装も得意とする。ヨットを隣接させた建物で「明智探偵事務所」を開設している。
明智ちはる：沢田ミキ（第1 - 8話）、藤山律子（第9 - 26話）
明智小五郎の妹。演じる沢田は産休に入ったため第8話が最後となり、第9話以降は藤山に交代となる。
中村警部：深江章喜
下の名は権兵衛（ごんべえ）。いつも扇子を愛用している。芳雄や明智に「この中に二十面相がいます」と言われると、「吾輩じゃないぞ!　何なら...」と、自分の親しい人に確認してもらうようにと困惑する。旅行先でも「勘が働いた」と、突然現れる。
怪人二十面相：団次郎
宝石や美術品を狙い、世間を騒がせる怪盗。変装の名人で子供や女性にも化けられる。原作では非常時を除いて流血や殺人は好まないが、本作では少年探偵団を積極的に抹殺しようとするなど、冷酷な性格設定になっている。最終回でその正体が“著名な俳優・団次郎”だったことが発覚し、明智＋BD7＋中村とのカーチェイスで逃走中、車が爆発炎上してその後の生死は不明。
ナレーター：畠山麦

### ゲスト
- 小林圭子／キャシー中川（二役）：キャロライン洋子[5]（第1・2話）
- ピアノ教師：水沢有美（第1・2話）
- 小島記者：小林勝也（第1話）[6]
- アナウンサー：勝部義夫（第1話）
- 圭子のボーイフレンド：小山渚（第2話）
- 角田社長：早川雄三（第3・4話）
- みどり：斉藤こず恵（第3・4話）
- 大林：石光豊（第3・4話）
- 木下：車邦秀（第3・4話）
- 緑の怪人：西角正教（第3・4話）
- 家政婦：飯田テル子（第3・4話）
- 令子先生：城恵美（第3・4話）
- 白崎大馬：小鹿番（第4話）
- 白崎家の女中：大山由輝子（第4話）
- 伊達八郎探偵：槇健太郎（第5・6話）
- 武藤明子：大山いづみ（第5・6話）
- 吉岡執事：宇留木康二（第5・6話）
- 石垣達也：加藤寿（第7・8話）
- 倉本香代：山下美知枝（第7・8話）
- 倉本武吉：坂本由英（第7・8話）
- 幽霊部隊隊長：加藤新二（第7・8話）
- 幽霊部隊：平井正博（第7・8話）
- 幽霊部隊：平図但望（第7・8話）
- 幽霊部隊：久野一（第7・8話）
- 幽霊部隊：河西喜義（第7・8話）
- 幽霊部隊：井田茂樹（第7・8話）
- 幽霊部隊：伊藤博（第7・8話）
- 看護婦：城山いづみ（第8話）
- ルミ：土田里美（第9・10話）
- ケン：尾美利徳（第9・10話）
- ロボター７：山村哲夫（第9・10話、第14話、第18話）
- 杉田教授：石崎二郎（第9話）
- 坂田愛：三本木美樹（第10話）
- 坂田夫人：宗方奈美（第10話）
- ゴムカンの父：日笠潤一（第10話）
- 鬼崎教授：天本英世（第11話）
- トミコ：佐藤耀子（第11話）
- 平林真一：宮廻夏穂（第11話）
- 平林剛三：石井宏明（第11話）
- 青山支配人：富士野幸夫（第12・15話）
- 美川いち子：杉野公子（第12話）
- 美川さわ子：寺本梢（第12話）
- 佐久間探偵：布田康博（第12話）
- 白鳥教授：根上淳（第13話）
- 白鳥ゆき恵：古賀真佐代（第13話）
- アメフト部員：大屋祥三（第13話）
- プリンス・マホメ・オイラー：団巌（第14話）
- 水沢めぐみ：矢島洋子（第15話）
- 外山コウイチ：鹿地史郎（第15話）
- 熊野：高橋英三郎（第16話）
- 小田隊長：山本廉（第16話）
- 小田伸代：西川ひとみ（第16話）
- 日野みゆき先生：田辺節子（第17話）
- 校長：里見たかし（第17話）
- 秋吉久美：高樹蓉子（第18話）
- 徳兵衛：鈴木治夫（第18話）
- 村人：鍛冶昇（第18話）
- 小野博士：西田昭市（第19話）
- 西脇警備長：松山照夫（第19話）
- 清水キヨ子：本田みき（第20話）
- ホテル支配人：高樹蓉子（第20話）
- 若林徹先生：山崎純資（第21話）
- 校長：堺左千夫（第21話）
- 校医：池田恭子（第21話）
- 山野元太郎：田鍋友啓（第22話）
- プペ・チョロリゲス：小林昭男（第22話）
- 老人：鈴木治夫（第22話）
- 日下冬子：斉藤里花（第23話）
- 日下熊三：花巻五郎（第23話）
- 朝倉みゆき：小坂知子 / 声：江川菜子（第24話）
- 和尚：村上不二夫（第24話）
- 二十面相の替え玉：土屋靖雄（第24話）
- 秋吉トシ：夏海千佳子（第25話）
- 山下：山下則夫（第25話）
- 綾小路ミヨ：森田めぐみ（第26話）
- 婆や：加東三和（第26話）

## スタッフ
- 原作：江戸川乱歩『少年探偵団』
- 題字：戸川昌子
- プロデューサー：黒沢哲也(グレート)、内間稔(読売広告社)、鈴木清
- プロデューサー補：安田九二四四
- 監督：「放送リスト」参照
- 脚本：「放送リスト」参照
- 殺陣：若駒
- 音楽：菊池俊輔
- 撮影：大岡新一
- 照明：松丸善明
- 美術：寒竹恒雄
- 制作担当：草谷秀樹
- 助監督：笹倉隆、鈴木恵悟、近藤一美
- 小道具：皆川洋一、竹内公一
- 美粧：横井君夫、菅原勇
- 記録：三留洋子、松丸春代、宮崎信恵
- 編集：石川允久
- ネガ編集：久松七子
- 仕上担当：鈴木一
- タイトル：デン・フィルム・エフェクト
- 録音：整音スタジオ
- 効果：イシダサウンドプロ
- VTR合成：東洋現像所ビデオ部
- スチール：ジャストクリエイティブ
- 特殊小道具：ヒルマモデルクラフト
- 舞台装置：常舞台
- 現像：東京現像所
- 制作：日本現代企画

## 音楽
菊池俊輔が主題歌・挿入歌およびBGMの作・編曲を1人で手掛けた。
作詞は脚本の上原正三と長坂秀佳が担当した。
水木一郎が全ての主題歌・挿入歌を歌った。4曲のうち3曲にはBD7も歌手としてクレジットされている（ED「少年探偵団のうた」で「俺達は、少年探偵団だ！」と叫んでいるのが団長・小林）。
挿入歌の初出は日本コロムビアの「最新テレビまんが人気者（アイドル）デラックス 3」というLPレコード（CW-7053、1976年3月発売）で、『鋼鉄ジーグ』『元祖天才バカボン』『秘密戦隊ゴレンジャー』の主題歌・挿入歌と併録された。
現在は、コロムビアミュージックエンタテインメントから発売されているCD「特撮ヒーロー 主題歌・挿入歌大全集II」に全曲が収録されている。
尚、挿入歌としての音源化はされてないが、第1・2話でキャロライン洋子が弾いていたピアノ曲はブルグミュラーの練習曲「バラード」である。

### 主題歌
オープニングテーマ
- 行くぞ! BD7

作詞：上原正三 / 作曲・編曲：菊池俊輔 / 歌：水木一郎、コロムビアゆりかご会、BD7
エンディングテーマ
- 少年探偵団のうた

作詞：長坂秀佳 / 作曲・編曲：菊池俊輔 / 歌：水木一郎、コロムビアゆりかご会、BD7

### 挿入歌・イメージソング
- 君は勇気があるか

作詞：上原正三 / 作曲・編曲：菊池俊輔 / 歌：水木一郎
- ファイト! BD7

作詞：長坂秀佳 / 作曲・編曲：菊池俊輔 / 歌：水木一郎、コロムビアゆりかご会、BD7

## 放送リスト
| 話数 | サブタイトル           | 脚本     | 監督     | 放送日         |
| ---- | ---------------------- | -------- | -------- | -------------- |
| 1    | UFO地球を襲う 1        | 長坂秀佳 | 鈴木俊継 | 1975年 10月4日 |
| 2    | UFO地球を襲う 2        | 長坂秀佳 | 鈴木俊継 | 10月11日       |
| 3    | 影に笑う怪人 1         | 長坂秀佳 | 鍛冶 昇  | 10月18日       |
| 4    | 影に笑う怪人 2         | 長坂秀佳 | 鍛冶 昇  | 10月25日       |
| 5    | 墓場からの使者 1       | 長坂秀佳 | 松林宗恵 | 11月1日        |
| 6    | 墓場からの使者 2       | 長坂秀佳 | 松林宗恵 | 11月8日        |
| 7    | 10億円の埋蔵金 1       | 長坂秀佳 | 東條昭平 | 11月15日       |
| 8    | 10億円の埋蔵金 2       | 長坂秀佳 | 東條昭平 | 11月22日       |
| 9    | BD7危機一髪! 1         | 上原正三 | 鍛冶 昇  | 11月29日       |
| 10   | BD7危機一髪! 2         | 上原正三 | 鍛冶 昇  | 12月6日        |
| 11   | 地獄のエクソシスト     | 長坂秀佳 | 鍛冶 昇  | 12月13日       |
| 12   | バリハイの魔術師ガルダ | 長坂秀佳 | 前川洋之 | 12月20日       |
| 13   | 標的はBD7              | 上原正三 | 近藤一美 | 12月27日       |
| 14   | 七色の皇帝時計         | 上原正三 | 鈴木俊継 | 1976年 1月3日  |
| 15   | 大入道三百年の呪い     | 長坂秀佳 | 前川洋之 | 1月10日        |
| 16   | アフリカの謎           | 上原正三 | 鈴木俊継 | 1月17日        |
| 17   | 鬼のすむ教室           | 上原正三 | 戸田康貴 | 1月24日        |
| 18   | 涙を流すマリア像       | 上原正三 | 鈴木俊継 | 1月31日        |
| 19   | 密室から消えた光子V-1  | 上原正三 | 戸田康貴 | 2月7日         |
| 20   | 歌うヴィーナス         | 長坂秀佳 | 東條昭平 | 2月14日        |
| 21   | 宇宙人が書いた聖書     | 上原正三 | 鈴木俊継 | 2月21日        |
| 22   | 天才少年ゴルファー危機 | 長坂秀佳 | 東條昭平 | 2月28日        |
| 23   | 青い縄文土器の秘密     | 長坂秀佳 | 東條昭平 | 3月6日         |
| 24   | はばたく純金の小鳥     | 長坂秀佳 | 松林宗恵 | 3月13日        |
| 25   | ミイラは真夜中にくる   | 上原正三 | 鈴木俊継 | 3月20日        |
| 26   | 黄金仮面の謎           | 長坂秀佳 | 松林宗恵 | 3月27日        |

## 放送局
- 日本テレビ（制作局）：土曜 18:00 - 18:30
- 札幌テレビ：日曜 18:30 - 19:00[7]
- 青森放送：日曜 18:30 - 19:00[8]
- テレビ岩手：日曜 18:30 - 19:00[9]
- 秋田放送：日曜 18:30 - 19:00[8]
- 山形放送：日曜 18:30 - 19:00[10]
- ミヤギテレビ：日曜 18:30 - 19:00[9]
- 福島中央テレビ：月曜 - 木曜 17:00 - 17:30[11][注釈 4]
- 新潟放送：日曜 10:30 - 11:00[12]
- 山梨放送：日曜 18:30 - 19:00[10]
- 長野放送：金曜 16:15 - 16:45[13]
- 北日本放送：日曜 18:30 - 19:00[14]
- 福井放送：日曜 18:30 - 19:00[14]
- 中京テレビ：土曜 18:00 - 18:30[15]
- よみうりテレビ：土曜 18:00 - 18:30[16]
- 日本海テレビ：日曜 18:30 - 19:00[17]
- 西日本放送：日曜 18:30 - 19:00[18]（10月5日より）
- 広島テレビ：日曜 18:30 - 19:00[18]
- 山口放送：日曜 18:30 - 19:00[19]
- 四国放送：月曜 18:30 - 19:00[20]
- 南海放送：日曜 18:30 - 19:00[19]
- 高知放送：日曜 18:30 - 19:00[19]
- 福岡放送：日曜 18:30 - 19:00[21]
- テレビ長崎：日曜 18:30 - 19:00[22]
- 鹿児島テレビ：日曜 18:30 - 19:00[23]
- 琉球放送：月曜 17:30 - 18:00（1976年12月13日最終回）[24]

## 映像ソフト
- 1998年10月21日に全話収録のLD-BOXが東宝ビデオより発売された[25]。
- 2004年12月24日に全話収録のDVD-BOXがタキ・コーポレーションより発売された。
- 2009年4月3日に全話収録のDVD-BOXがビクターエンタテインメントより発売された。
- 2016年7月29日に初のHDリマスター版DVD-BOXがTCエンタテインメントより発売された。

## コミカライズ
- 「原作：江戸川乱歩、漫画：岩田廉太郎」名義で、「冒険王」（秋田書店）の1975年9月号から1976年2月号まで連載された。
- 他にも、講談社の幼年雑誌「たのしい幼稚園」・「おともだち」・「ディズニーランド」に連載された。